# 扬·切尔内亚
扬·切尔内亚（羅馬尼亞語：Ion Cernea，1935年10月21日—2025年6月30日），罗马尼亚男子摔跤运动员。他曾代表罗马尼亚参加1960年和1964年夏季奥林匹克运动会摔跤比赛，获得一枚银牌和一枚铜牌。